# ANSI-konst

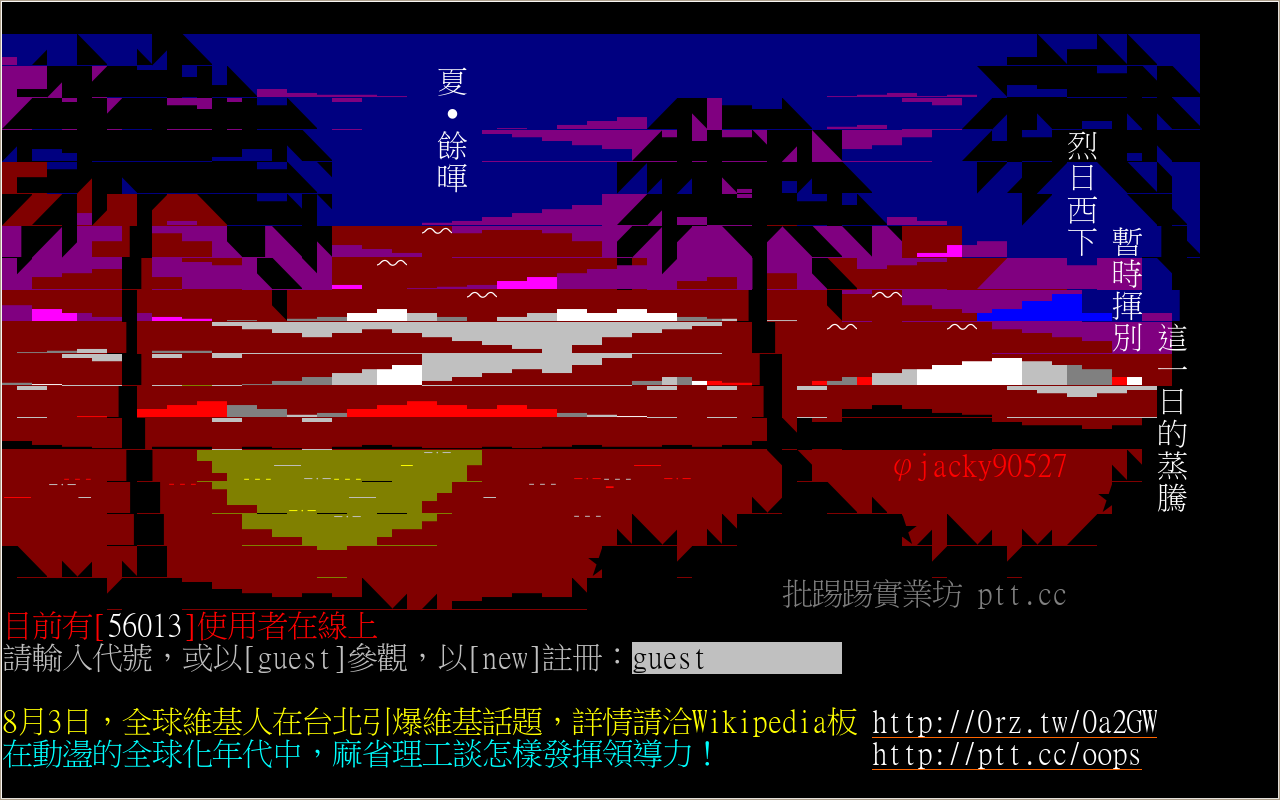
ANSI-konst som pryder inloggningsskärmen till en telnetklient.

ANSI-konst är textbaserad konst som kan likna ASCII-konst. I ANSI-konst används även styrkoder, till exempel för att ange fetstil, färger och specialtecken. Detta leder dock till att ANSI-konst är mer plattformsberoende. Via styrkoderna för markörsförflyttning och skärmrensning går det även att skapa animationer.